# Почаевское викариатство
Поча́евское викариа́тство — викариатство Киевской епархии Украинской православной церкви (Московского патриархата). Епископ Почаевский является наместником Успенской Почаевской Лавры.

## История
Учреждено в конце 1990 году как викариатство Тернопольской епархии в связи с тем, что наместника православной Лавры Украинской православной церкви решено было возвести в епископский сан.
22 ноября 2000 года викариатство подчинено непосредственно митрополиту Киевскому и всея Украины.

## Епископы
Почаевское викариатство Тернопольской епархии
- Иаков (Панчук) (14 декабря 1990 — 11 июня 1992)
- Феодор (Гаюн) (5 августа 1992 — 15 апреля 1997)

Почаевское викариатство Киевской епархии
- Владимир (Мороз) (с 3 декабря 2000)